# Lachnobacterium bovis
Lachnobacterium bovis è una specie di batterio appartenente alla famiglia delle Lachnospiraceae.